# AG-3自動步槍
AG-3是挪威版本的HK G3自動步槍。

## 歷史
1966年，挪威國防軍開始挑選新式的自動步槍作替換，當時參選包括AR-10、BM-59、FN FAL、SIG SG 510及HK G3，最終HK G3成功獲勝，挪威國防軍將其命名為AG-3，其後合共253,497把（包括機匣）分五次（1967年2月至1974年11月）送到挪威康斯貝格集團，組裝後交給挪威國防軍。
AG-3在挪威國防軍共服役超過40年，於2007年4月11日，挪威宣佈除國內警衛（Heimevernet）外，全部軍隊將以HK416作取代。

## 設計
挪威國防軍的AG-3自動步槍有三種版本，基本型AG-3與G3A3相同，裝有固定槍托；而AG-3F1與G3A4相同，裝有伸縮槍托。所有AG-3可裝上HK79 40毫米榴彈發射器，AG-3F2更加裝導軌以安裝光学瞄准镜。
AG-3的護木比HK G3長20毫米，槍機連動座有鋸齒紋以輔助手動閉鎖、裝有金屬制拉機柄及不同的刺刀座。

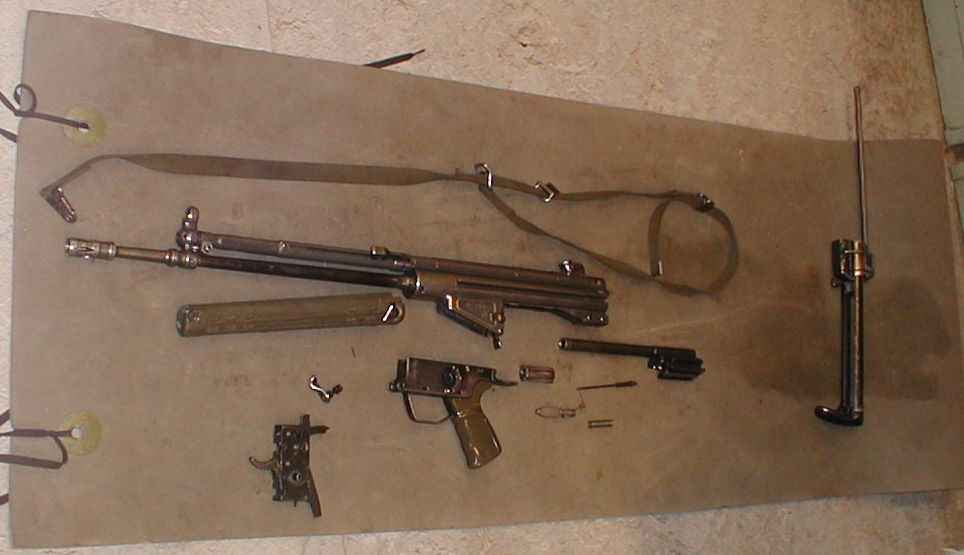
不完全分解後的AG-3/F1
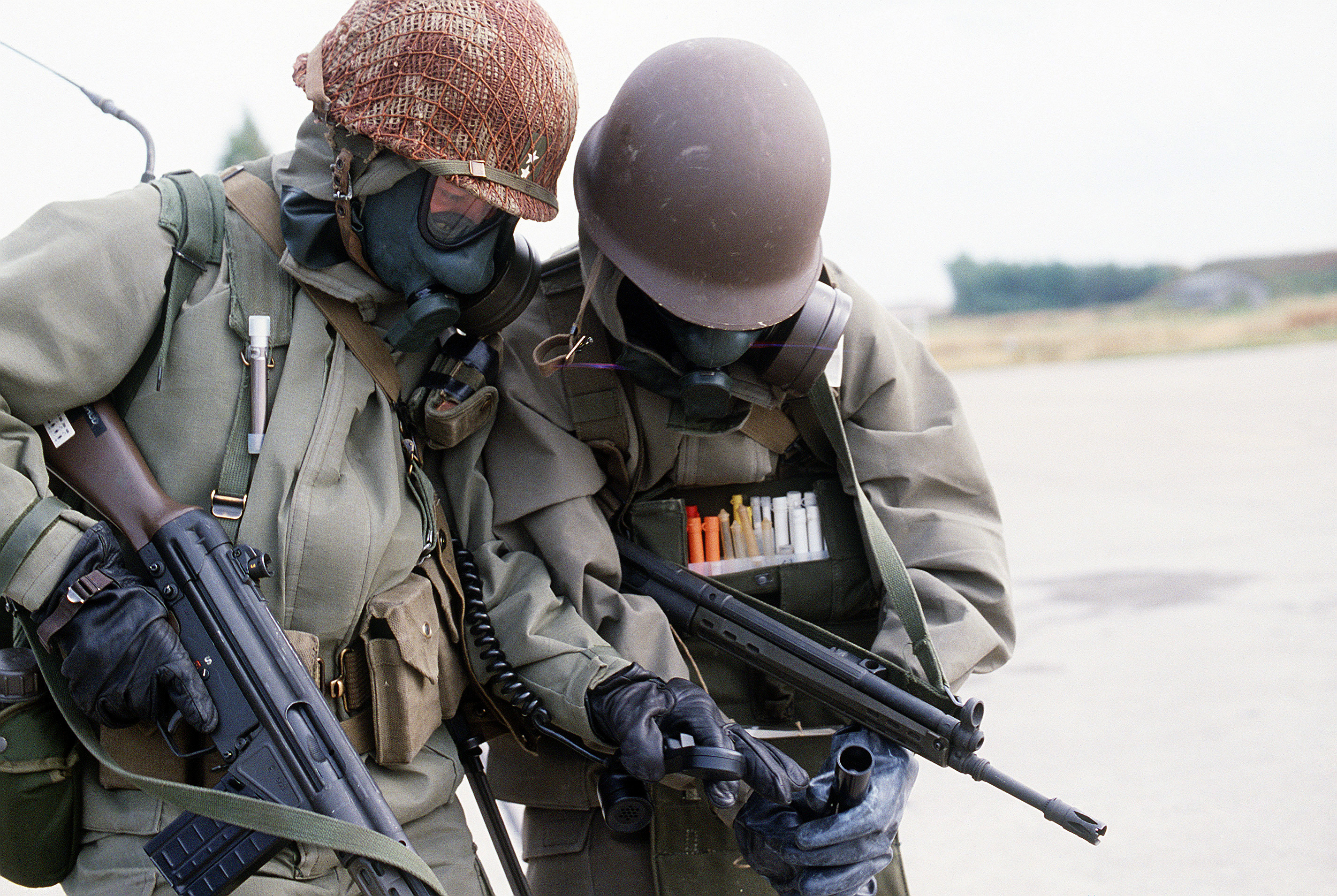
挪威國防軍的AG-3
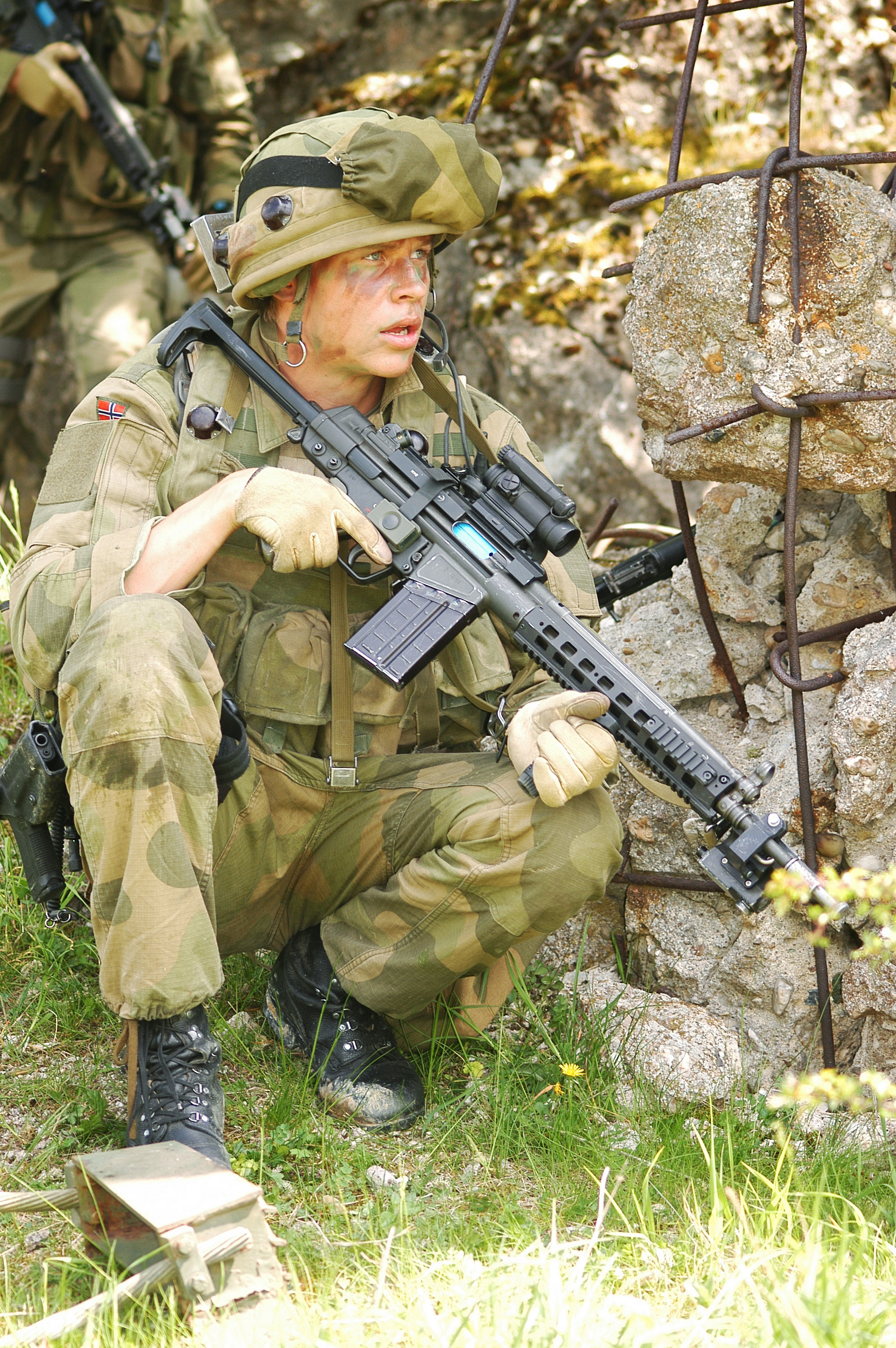
裝上紅點鏡和前握把的AG-3

## 使用國
- 爱沙尼亚
- 冰島
- 挪威

## 参見
- GRAM 63
- FM 1957
- HK G3
- Ak 4
- CETME